# Pohár vítězů pohárů 1987/1988
Sezóna 1987/88 Poháru vítězů pohárů byla 28. ročníkem tohoto poháru. Vítězem se stal tým KV Mechelen.

## Předkolo
| Tým #1       | Celk. | Tým #2          | 1. zápas | 2. zápas |
| ------------ | ----- | --------------- | -------- | -------- |
| AEL Limassol | 1 – 6 | Dunajská Streda | 0 – 1    | 1 – 5    |

## První kolo
| Tým #1             | Celk.       | Tým #2              | 1. zápas | 2. zápas      |
| ------------------ | ----------- | ------------------- | -------- | ------------- |
| KV Mechelen        | 3 – 0       | FC Dinamo București | 1 – 0    | 2 – 0         |
| St. Mirren FC      | 1 – 0       | Tromsø IL           | 1 – 0    | 0 – 0         |
| Real Sociedad      | 2 – 0       | Śląsk Wrocław       | 0 – 0    | 2 – 0         |
| FK Dinamo Minsk    | 4 – 1       | Gençlerbirliği SK   | 2 – 0    | 2 – 1         |
| Vitosha Sofia      | 2 – 3       | OFI Kréta           | 1 – 0    | 1 – 3         |
| Merthyr Tydfil     | 2 – 3       | Atalanta            | 2 – 1    | 0 – 2         |
| ÍA Akranes         | 0 – 1       | Kalmar FF           | 0 – 0    | 0 – 1(prodl.) |
| Sporting CP        | 6 – 4       | Swarovski Tirol     | 4 – 0    | 2 – 4         |
| KF Vllaznia        | 6 – 0       | Sliema Wanderers    | 2 – 0    | 4 – 0         |
| RoPS               | 1(v) – 1    | Glentoran FC        | 0 – 0    | 1 – 1         |
| Lokomotive Leipzig | 0 – 1       | Olympique Marseille | 0 – 0    | 0 – 1         |
| Aalborg BK         | 1 – 1(pen.) | Hajduk Split        | 1 – 0    | 0 – 1(prodl.) |
| Újpest             | 2 – 3       | Den Haag            | 1 – 0    | 1 – 3         |
| Dunajská Streda    | 3 – 4       | Young Boys          | 2 – 1    | 1 – 3         |
| Avenir Beggen      | 0 – 8       | Hamburg             | 0 – 5    | 0 – 3         |
| Ajax               | 6 – 0       | Dundalk FC          | 4 – 0    | 2 – 0         |

## Druhé kolo
| Tým #1                 | Celk.    | Tým #2          | 1. zápas | 2. zápas |
| ---------------------- | -------- | --------------- | -------- | -------- |
| KV Mechelen            | 2 – 0    | St. Mirren FC   | 0 – 0    | 2 – 0    |
| Real Sociedad          | 1 – 1(v) | FK Dinamo Minsk | 1 – 1    | 0 – 0    |
| OFI Kréta              | 1 – 2    | Atalanta        | 1 – 0    | 0 – 2    |
| Kalmar FF              | 1 – 5    | Sporting CP     | 1 – 0    | 0 – 5    |
| KF Vllaznia            | 0 – 2    | RoPS            | 0 – 1    | 0 – 1    |
| Olympique de Marseille | 7 – 0    | Hajduk Split    | 4 – 0    | 3 – 0*   |
| Den Haag               | 2 – 2(v) | Young Boys      | 2 – 1    | 0 – 1    |
| Hamburg                | 0 – 3    | Ajax            | 0 – 1    | 0 – 2    |

* Utkání původně skončilo 2:0 pro Hajduk Split. Kvůli řádění fanoušků bylo ale zkontumováno 0:3.

## Čtvrtfinále
| Tým #1      | Celk. | Tým #2              | 1. zápas | 2. zápas |
| ----------- | ----- | ------------------- | -------- | -------- |
| KV Mechelen | 2 – 1 | FK Dinamo Minsk     | 1 – 0    | 1 – 1    |
| Atalanta    | 3 – 1 | Sporting CP         | 2 – 0    | 1 – 1    |
| RoPS        | 0 – 4 | Olympique Marseille | 0 – 1    | 0 – 3    |
| Young Boys  | 0 – 2 | Ajax                | 0 – 1    | 0 – 1    |

## Semifinále
| Tým #1              | Celk. | Tým #2   | 1. zápas | 2. zápas |
| ------------------- | ----- | -------- | -------- | -------- |
| KV Mechelen         | 4 – 2 | Atalanta | 2 – 1    | 2 – 1    |
| Olympique Marseille | 2 – 4 | Ajax     | 0 – 3    | 2 – 1    |

## Finále
| 11. května 1988   |       |      |                                                                                        |
| KV Mechelen       | 1 – 0 | Ajax | Stade de la Meinau, Strasbourg diváci: 40 000 rozhodčí: Dieter Pauly (Západní Německo} |
| Piet den Boer 53' |       |      | Stade de la Meinau, Strasbourg diváci: 40 000 rozhodčí: Dieter Pauly (Západní Německo} |

## Vítěz
| Pohár vítězů pohárů 1987/88 KV Mechelen Michel Preud'homme, Koen Sanders, Graeme Rutjes, Marc Emmers, Geert Deferm, Lei Clijsters , Eli Ohana, Wim Hofkens, Pascal De Wilde, Piet den Boer, Erwin Koeman, Paul De Mesmaeker, Paul Theunis Trenér: Aad de Mos |